# Cáncer de vagina
El cáncer de vagina es un crecimiento de células malignas poco frecuente que ocurre principalmente en mujeres mayores de 50 años, aunque puede aparecer en cualquier edad, incluyendo la infancia. A menudo tiene cura, en especial si se diagnostica en sus estadios tempranos. La mayoría de los cánceres de vagina provienen de la diseminación de un cáncer fuera de la vagina, en especial de la infiltración de un cáncer cervical o de un cáncer endometrial.

## Clasificación
Los tipos de cáncer de vagina, en orden de su prevalencia, incluyen:
- Carcinoma de células escamosas de la vagina, nacen de las células delgadas y planas del epitelio escamoso que reviste a la vagina. Es la forma más común de cáncer de vagina (85-90% de los casos), ocurren con mayor frecuencia en el tercio superior de la vagina, cercano al cuello uterino y son casi siempre precedidos por lesiones intraepiteliales neoplásicas no-malignas llamadas neoplásia intraepitelial vaginal.[2] Están presente por lo general en mujeres mayores de los 60 años de edad.[3]

- Adenocarcinoma vaginal (5-10% de los casos), proveniente de las células glandulares y secretoras de la vagina productoras normalmente de los fluidos vaginales, por lo que tienden a secretar moco.[3] El adenocarcinoma tiene una mayor probabilidad de metástasis, en especial a los pulmones y los ganglios linfáticos.[3] Se encuentra mayormente en mujeres menores de 30 años de edad. Aparecieron en los años 1950 varios adenocarcinomas vaginales en mujeres embarazadas quienes tomaron el medicamento dietilestilbestrol para prevenir amenazas de aborto.[2][3]

- Tumor de los cordones sexuales, principalmente teratomas y de las sinosidades endodérmicas, verdaderamente infrecuentes. Se encuentran con mayor frecuencia en niñas.

- Otros tumores llamados sarcomas pueden desarrollarse en la vagina, los más comunes son el leiomiosarcoma y el cáncer infantil rabdomiosarcoma.[2]

## Estadificación
Similar a como se estadifica a otros tipos de cáncer, en el caso de la vagina se aplica de la siguiente manera:

### Estadio 0
En el estadio 0, las células anormales se limitan al tejido que reviste el interior de la vagina. Estas células anormales tienen el potencial de volverse cancerosas y diseminarse hasta el tejido cercano normal. El estadio 0 también se llama carcinoma in situ.

### Estadio I
En el estadio I, el cáncer se ha activado pero se encuentra en la vagina solamente, sin extenderse más de pocos milímetros de la capa basal del epitelio que reviste la vagina, es decir, es microinfiltrativa.

### Estadio II
En el estadio II, el cáncer se ha infiltrado o diseminado de la vagina hasta el tejido que rodea la vagina, pero sin llegar a la pared pélvica.

### Estadio III
En el estadio III, el cáncer se ha diseminado desde la vagina hasta los ganglios linfáticos de la pelvis o de la ingle, a la pelvis y sus órganos o tanto a los gánglios como a la pelvis.

### Estadio IV
El estadio IV se divide en estadio IVA y estadio IVB:
- Estadio IVA: el cáncer puede haberse diseminado hasta el revestimiento de la vejiga o del recto o más allá de la pelvis.

- Estadio IVB: el cáncer se ha diseminado hasta partes del cuerpo que no están cerca de la vagina, como los pulmones. El cáncer también se puede haber diseminado hasta los ganglios linfáticos más distantes.

## Cuadro clínico
Los síntomas más comunes del cáncer de vagina es el sangrado anormal, el cual puede ser post-coital, intermenstrual, antes de la pubertad o después de la menopausia. Otros síntomas menos específicos incluyen dificultad o dolor para orinar, durante el sexo o dolor en la región pélvica.

## Diagnóstico
De un 5-10% de las pacientes son asintomáticas por lo que el diagnóstico en ellas es por lo general hecho durante un examen físico de rutina. Algunos de los exámenes que se emplean para diagnosticar el cáncer de vagina incluyen el examen físico y la historia, el examen pélvico, el papanicolau, la biopsia y la colposcopia.

## Tratamiento

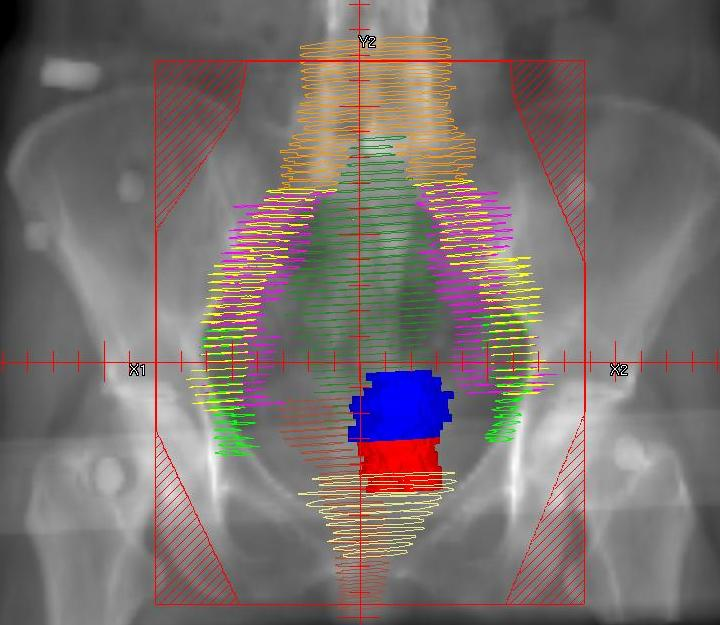
Campos del tratamiento por radioterapia, si la vagina está afectada, se usa como borde inferior 3-4 cm del rayado dorado central.

El tratamiento específico para cada mujer depende del tipo de cáncer que se haya desarrollado en su vagina y del grado de infiltración que tenga. Se ha usado la radioterapia y la extirpación del cáncer quirúrgicamente. Si el tumor se originó en el endometrio y se extendió hacia la vagina pueden añadirle quimioterapia al tratamiento. En otros casos el especialista puede decidir combinar los tres métodos: cirugía, quimioterapia y radioterapia.

## Pronóstico
Las expectativas de vida después del cáncer de vagina también dependen del tipo de cáncer y del grado de infiltración o diseminación. Al cabo de 5 años, en mujeres con carcinoma escamocelular, se espera que un 42% sobrevivan, mientras que en mujeres con adenocarcinoma, el pronóstico es mejor, con una sobrevida al cabo de 5 años del 78%. El cáncer vaginal en estadios avanzados puede diseminarse o infiltrar a otros órganos del cuerpo, empeorando el pronóstico.

## Complicaciones
Por lo general las complicaciones se relacionan al tratamiento, reacciones a la quimioterapia y radioterapia y secuelas de la cirugía.